# Learning With Pibby: Apocalypse
Learning With Pibby (también conocido como ¡Come and Learning With Pibby! o Learning With Pibby: Apocalipsis ) es un concepto de terror animado estadounidense creado por Dodge Greenley. Se presentó a través de un breve tráiler lanzado por Adult Swim el 30 de octubre de 2021. 

## Concepto de creación
Aprendiendo con Pibby explora una idea surrealista: un programa infantil es interrumpido por un fallo maligno que se extiende por mundos de dibujos animados. Pibby, un personaje preescolar, debe convertirse en guerrero en un multiverso en colapso. El proyecto es una parodia y un homenaje a clásicos animados, mientras aborda temas de trauma, supervivencia e identidad.
El creador, Dodge Greenley, es conocido por series como Breadwinners. La idea fue desarrollada en Cartoon Network Studios como una sátira oscura de la nostalgia, la cultura de Internet y los tropos televisivos.

## Historia
El tráiler fue lanzado en el canal de YouTube de Adult Swim durante su programación anual de Halloween.  Aunque inicialmente era solo un corto, el video recibió una buena crítica e interés de los fanáticos por su uso imaginativo de personajes cruzados y estética de horror. El tráiler presentaba personajes y escenarios que parecían de programas de Cartoon Network y Hanna-Barbera, como: 
- Los Picapiedra
- Los Supersónicos
- El laboratorio de Dexter
- Las chicas superpoderosas
- Hora de aventuras
- Gumball
- Scooby-Doo

A pesar de ello, hasta 2025 no se ha confirmado ninguna serie completa. Los fanáticos continúan abogando por un programa completo, con grandes cantidades de arte, teorías y ediciones de videos hechos por fanáticos que circulan en línea. 

## El Glitch
El antagonista principal de la serie es conocido como Glitch, también llamado por los fanáticos como The Darkness o The Corruption . Es una masa negra y llena de fallos que corrompe cualquier mundo animado que toca, infectando a los personajes y convirtiéndolos en versiones de sí mismos similares a zombies, con ojos blancos brillantes y voces distorsionadas. The Glitch sirve como metáfora de la decadencia digital y el colapso de los mundos narrativos. 
Sus orígenes son intencionalmente vagos en el tráiler, aunque algunas teorías sugieren que proviene de un intento de reescribir la realidad o destruir programas rivales. El Glitch absorbe todo a su paso y se propaga rápidamente, abrumando universos de dibujos animados enteros.

## Personajes principales

### Pibby
La protagonista, Pibby, es una niña de 10 años de edad de dibujos animados de piel azul que empieza como una alegre educadora preescolar. Tras ver la destrucción de su mundo, se convierte en una sobreviviente decidida con un parche en el ojo y equipo de batalla.

### Bun Bun
Bun Bun es el amigo conejo de Pibby. Es una de las primeras víctimas de el Glitch. Su transformación en criatura corrupta afecta emocionalmente a Pibby.

### Allo boy
Alloy Boy, un arquetipo de compañero de superhéroe, se une a Pibby en la lucha contra la falla. Representa al clásico héroe de dibujos animados, aunque forzado a un contexto sombrío.

### Melira
Melira es un personaje de chica mágica que se une a la resistencia de Pibby. Su pasado es desconocido, pero aporta diversidad de género al equipo de sobrevivientes.

### El Glitch
Glitch representa la destrucción y corrupción en el universo de Pibby. Su presencia se nota con estática digital y animación corrupta. Los personajes bajo su control pierden la cabeza y hablan con audio distorsionado y jerga de Internet rota.

## Recepción
Aunque es solo un tráiler, Learning With Pibby recibió una recepción positiva de la crítica y generó un gran interés entre los fans. 